# 한성철
한성철(1948년 4월 18일 ~ )은 대한민국의 유도 선수이다. 그는 1972년 하계 올림픽 남자 경량급 경기에 출전했었다.